# Hello Work

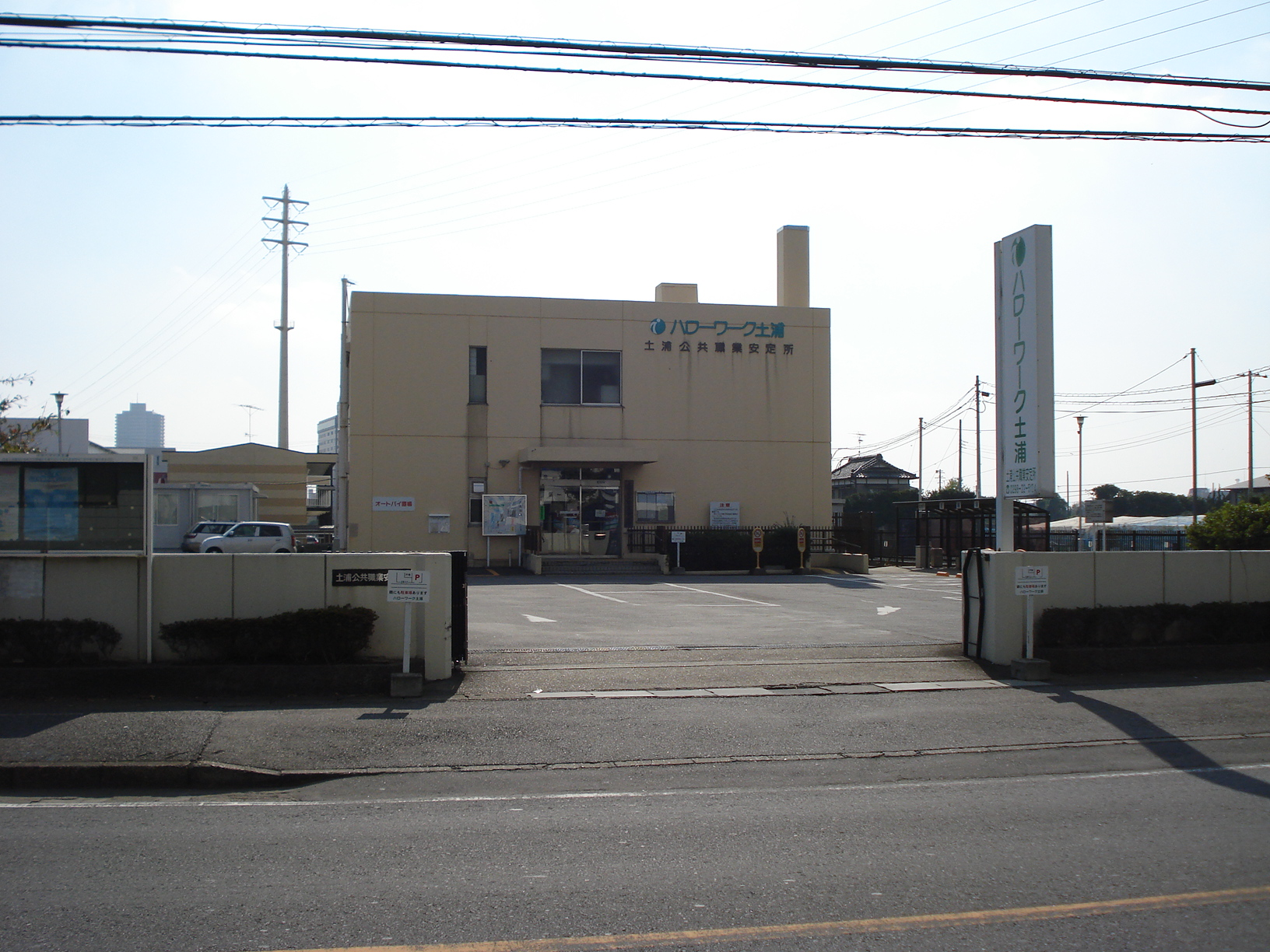
Amt für Arbeitssicherheit in Tsuchiura

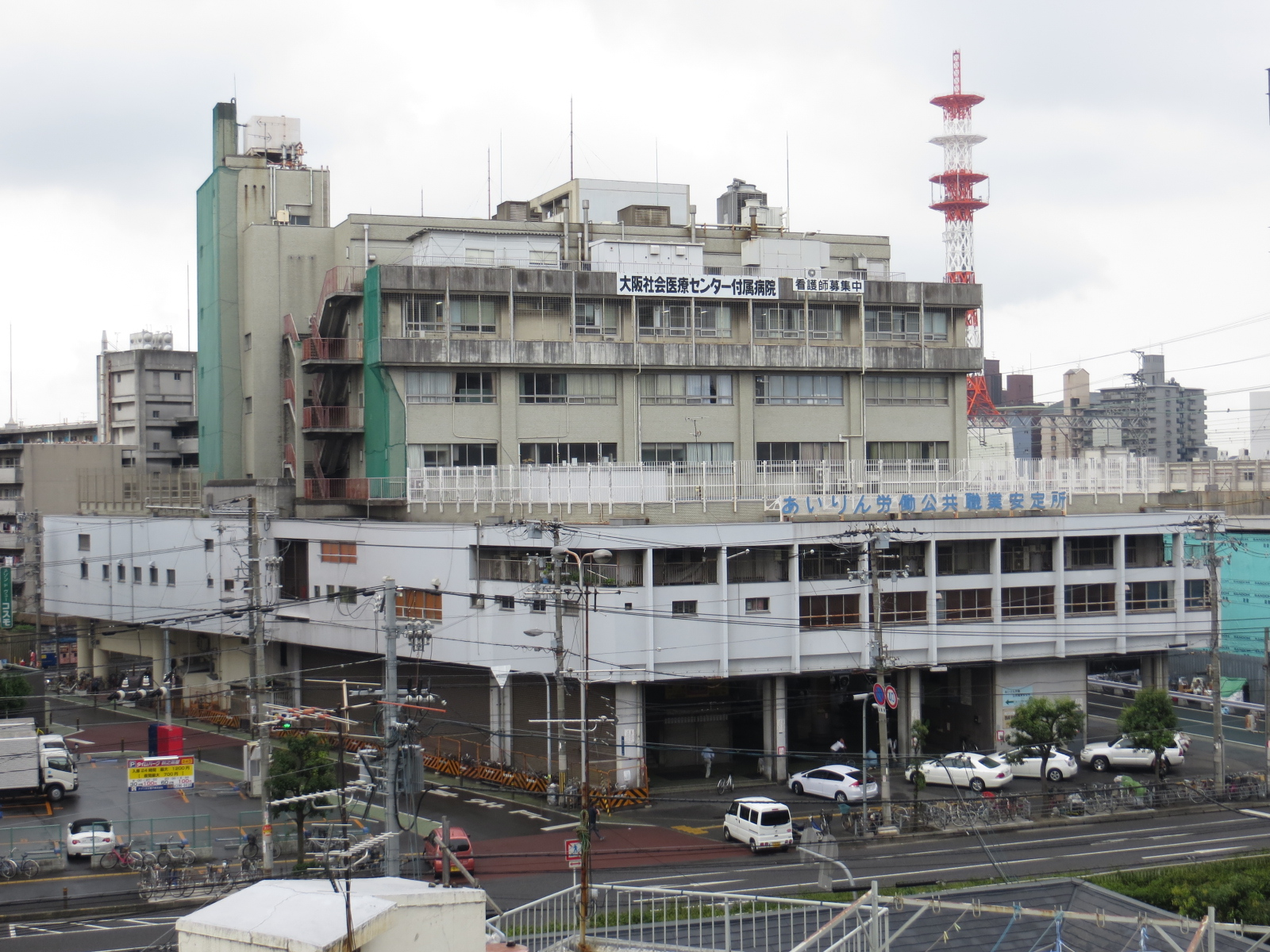
Hello-Work-Büro Airin im Bezirk Nishinari von Ōsaka

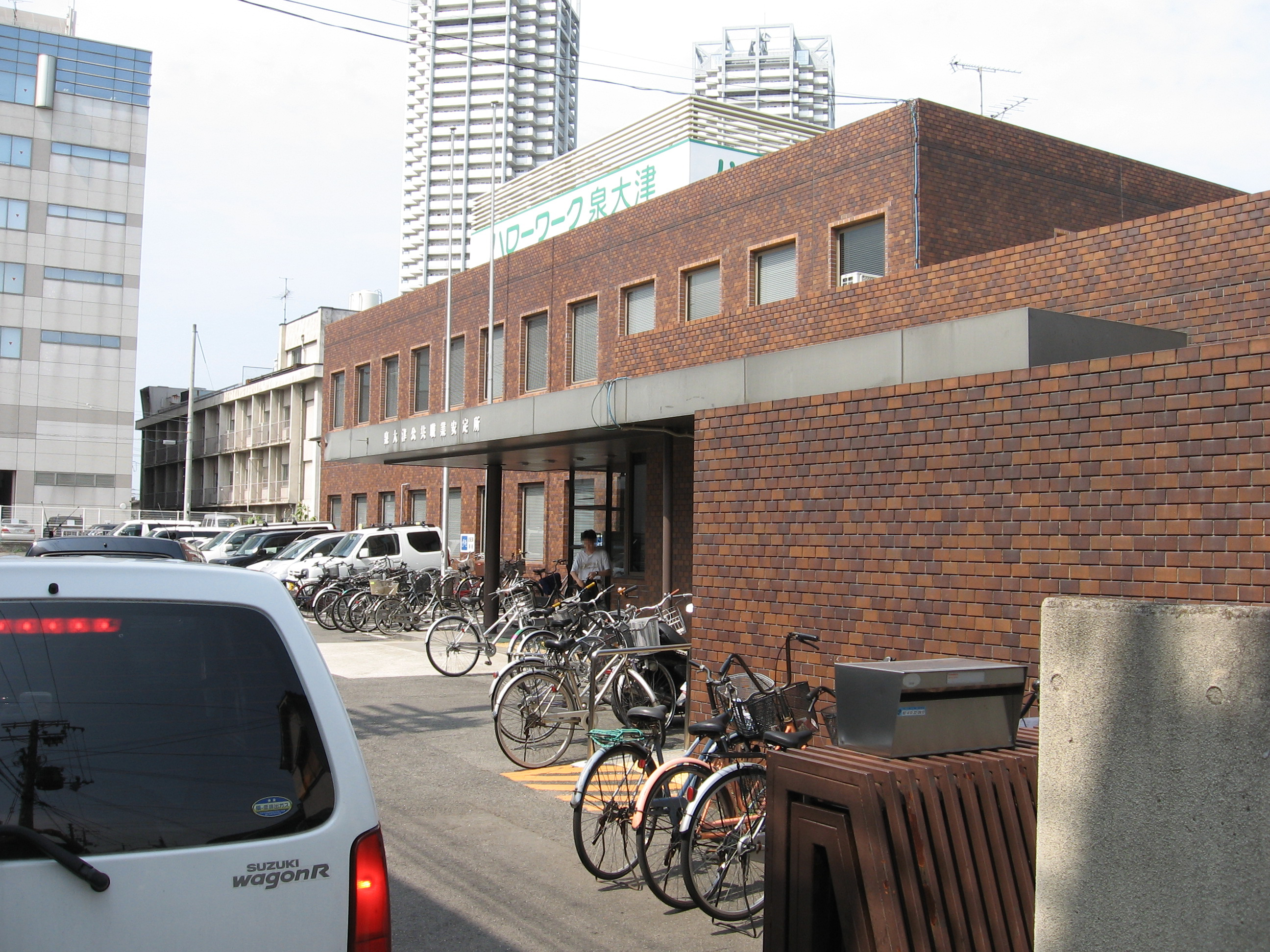
Hello-Work-Büro in Izumiōtsu

Hello Work (japanisch ハローワーク harōwāku), eigentlich gesetzlich Kōkyō Shokugyō Anteisho (公共職業安定所, etwa „öffentliches Arbeitssicherungssamt“, auslandsenglisch Public employment security office), ist die Arbeitsagentur der japanischen Regierung. Sie ist eine öffentliche Einrichtung auf der Grundlage des Arbeitsvermittlungsabkommens Nr. 88 (in Japan am 20. Oktober 1953 ratifiziert) gemäß Artikel 23 des japanischen Ministeriums für Gesundheit, Arbeit und Soziales. Die Hello-Work-Büros unterhalten eine umfangreiche Datenbank mit aktuellen Stellenangeboten, die Arbeitssuchenden über ein Intranet und über das Internet zugänglich gemacht wird. Außerdem verwaltet es die Arbeitslosenversicherung sowohl für japanische als auch für ausländische Arbeitslose, eine bedürftigkeitsabhängige Zulage, die an Arbeitssuchende ohne Arbeitsversicherung gezahlt wird, die an einer Berufsausbildung teilnehmen, und bietet Arbeitslosen auch Programme zur Stellenvermittlung an.

## Betrieb

### Einrichtungen
Es gibt 544 Hauptbüros landesweit, die für die Verwaltung der Arbeitslosenunterstützung, die Unterstützung bei der Arbeitssuche und die Vermittlung an registrierte Arbeitssuchende zuständig sind. Im Oktober 2013 beschäftigten die Büros 32.765 Mitarbeiter und bedienten über 6,6 Millionen Menschen. Vermittlung und Beratung werden öffentlich bereitgestellt, aber viele der anderen Dienste können an die Präfektur und die lokalen Regierungen ausgelagert werden.

### Dienstleistungen

#### Für Arbeitssuchende
Hello Work stellt Arbeitssuchenden hauptsächlich zwei Dienstleistungen bereit:
- Stellenbewerbung, Beschäftigungsberatung und Berufseinführung

- Arbeitsversicherung: Zulagen bei Arbeitslosigkeit, Fortbildung, Sicherstellen der Weiterbeschäftigung von älteren Menschen, Eltern nach Elternzeit und nach der Krankenpflege von Pflegefällen in der Familie

Weitere Dienstleistungen umfassen die Bereitstellung von Informationen über die Arbeitswelt, erforderliche Qualifikationen und Erfahrungen für die Arbeitssuche, Informationen über Berufsbildungskurse etc.

#### Für junge Arbeitssuchende
Junge Arbeitssuchende profitieren von spezialisierten Dienstleistungen: Hello Work für Jungakademiker, das 2010 gegründet wurde, bietet Unterstützung bei der Arbeitssuche (einschließlich Stellenangeboten und Unterstützung von Berufsberatern in Schulen und Universitäten) für Studenten und junge Leute, die innerhalb der letzten drei Jahre die Highschool oder Hochschule abgeschlossen haben und wenig bis keine Berufserfahrung haben.

#### Für ausländische Arbeitssuchende
Hello Work empfiehlt, dass ansässige Ausländer ihre Japanischkenntnisse verbessern und schlägt Japanischkurse vor. Hello Work Tokyo empfiehlt außerdem das "Tokyo Nihongo Volunteer Network", gegründet 1993, das kostenlosen Japanischunterricht anbietet.
Nicht alle Büros bieten Leistungen in anderen Sprachen als Japanisch an. Diese, die dies tun, bieten ihre Dienstleistungen oft nur in gewissen Geschäftszeiten und in begrenzten Sprachen an. Normalerweise werden Englisch und Mandarin angeboten, jedoch bieten einige Büros auch Spanisch, Portugiesisch und andere Sprachen an. Es gibt eine Reihe von Zentren, die sich auf die Unterstützung von Ausländern spezialisiert haben:
- Zentrum zur Unterstützung und Beratung von Ausländern bei der Arbeitssuche in Shinjuku
- Arbeitsvermittlungszentrum für Ausländer in Nagoya
- Arbeitsvermittlungszentrum für Ausländer in Osaka
- Arbeitsvermittlungszentrum für Ausländer in Hamamatsu